# Adamantoblast

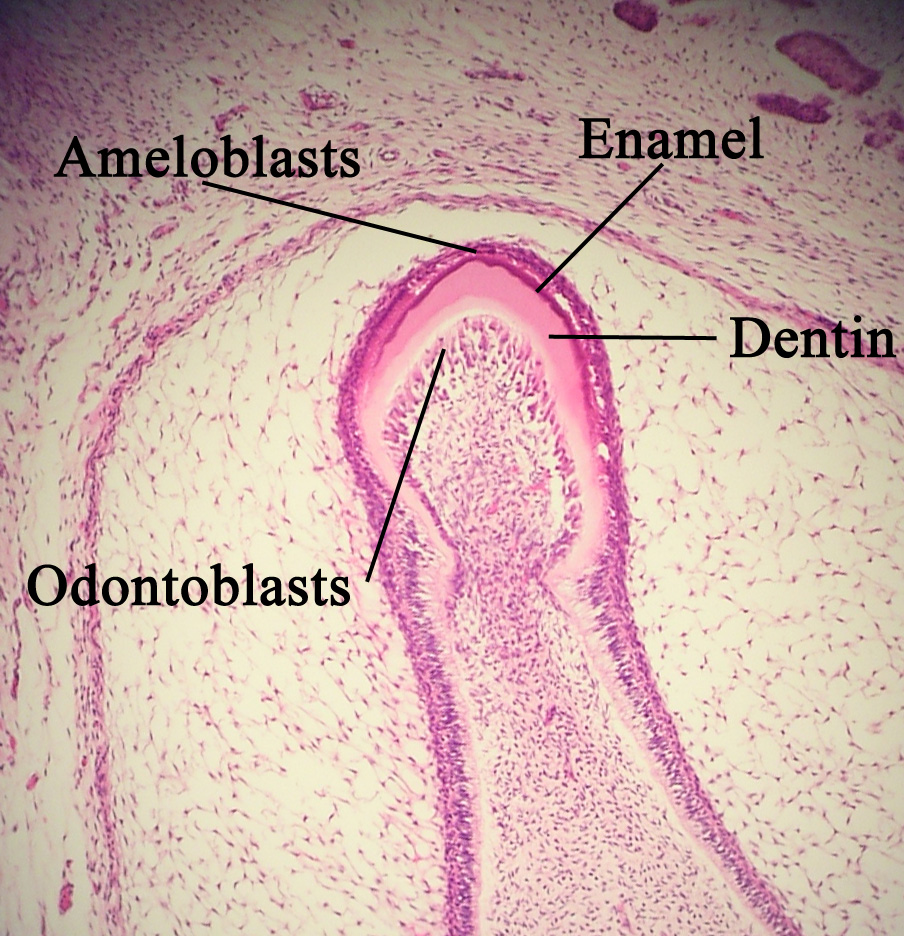
Adamantoblasten („Ameloblasts“) während der Bildung des Schmelzes („Enamel“)

Adamantoblasten (von altgriech. άδάμας (adamas) „unbezwingbar“, „Diamant“ und βλἀστη (blastä) „Keim“), Ameloblasten (altengl. amel „Schmelz“), Enameloblasten oder Schmelzbildner sind spezialisierte Zellen, die den Zahnschmelz bilden. Sie sind oberflächenektodermalen Ursprungs und differenzieren sich im Rahmen der Zahnentwicklung aus dem Epithelium enameleum (inneres Schmelzepithel). Sie werden auch noch als Ganoblasten bezeichnet.
Sie bilden nach Beginn der Dentinbildung durch die Odontoblasten den Zahnschmelz, der ganz überwiegend aus Hydroxylapatit besteht. Die Exozytose der Sekretvesikel, in denen sich die Substanzen für das organische Grundgerüst des Schmelzes befinden, geschieht am Zellapex, wo sich auch ein plumper Fortsatz, der Tomes-Fortsatz, befindet. Nachdem die Schmelzbildung abgeschlossen ist, wandeln sich die Ameloblasten zu Plattenepithelzellen des Saumepithels. Dabei verlieren sie die Fähigkeit, sich zu teilen. Beim Zahndurchbruch wandern diese Zellen schließlich in Richtung des Sulcus gingivalis (Furche zwischen Zahn und Zahnfleisch) und werden abgestoßen. Daher kann Zahnschmelz sich nicht regenerieren.

## TRPM7-Kanal bei Adamantoblasten
Der TRPM7-Kanal spielt eine zentrale Rolle in der Entwicklung von Zahnschmelz durch Adamantoblasten. Dieser Ionenkanal ist essentiell für die Regulation von Kalzium- und Magnesium-Ionenströmen, die für die Mineralisierung des Zahnschmelzes notwendig sind.
Die Funktion des TRPM7-Kanals kann durch bestimmte Kalziumkanalblocker beeinträchtigt werden. Ein Beispiel ist der Kalziumantagonist Nifedipin, der die Expression des TRPM7-Kanals unterdrücken kann. Nifedipin wird häufig gemäß der Leitlinie zur Wehenhemmung (Tokolyse) in der Geburtshilfe eingesetzt. Ob die Gabe von Nifedipin während der Schwangerschaft Auswirkungen auf die Zahnschmelzentwicklung des ungeborenen Kindes hat, ist bisher nicht untersucht worden. Diese Fragestellung könnte ein potenzieller Ansatz für zukünftige Forschung sein.